# Estadio IGA
El estadio IGA (francés: Stade IGA) es un recinto deportivo donde se disputan partidos de tenis, concretamente el Masters de Canadá. Fue construido en 1996 y tiene capacidad para 11.492 espectadores. Fue conocido como estadio Du Maurier (desde 1987), estadio Uniprix (desde 2004) y estadio IGA (desde 2018).

## Historia
El estadio está ubicado en el parque Jarry. En este lugar se construyó en 1960 un estadio de 3000 localidades. Se disputaron partidos de béisbol desde 1969 a 1976 en el estadio Jarry Park, localizado en la esquina suroeste del parque. Los Montreal Expos disputaban aquí sus partidos de las Grandes Ligas de Béisbol, pero se trasladaron al estadio Olímpico de Montreal y se utilizó para otras actividades.
En 1980 la ciudad adaptó el estadio de béisbol para que se pudieran acoger partidos internacionales de tenis. Ayudado por el programa de mejoras en las infraestructuras, Tennis Canadá transformó en 1996 el estadio en un recinto de tenis más moderno, y en 2001 se amplió en 1250 asientos, llegando a acoger 11.700 espectadores. En 2017 la capacidad es de 11.492 espectadores.